# Benjamin Quaiser
Benjamin Quaiser (* 27. Juli 1980 in Berlin) ist ein deutscher Manager, Dozent und Schauspieler. 

## Leben
Benjamin Quaiser kam zufällig zur Schauspielerei. Als er 1993 für eine Komparsenrolle vorsprach, wurde er durch einen Mitarbeiter des Theater am Kurfürstendamm in Berlin entdeckt. Dieser schickte ihn dann zum Vorsprechen. Dort bekam er dann auf Anhieb eine Rolle in Der Kaiser vom Alexanderplatz. Kurz darauf folgten erste Film- und Fernsehangebote. Im Jahr 2006 beendete er seine Schauspielkarriere. 
Quaiser hat BWL an der Europa-Universität Viadrina studiert und wurde an der  Ruhr-Universität Bochum im Bereich Marketingcontrolling promoviert. 2012 ging Benjamin Quaiser für einen Forschungsaufenthalt an das Marketing Department der Robert H. Smith School of Business, University of Maryland. Im Juni 2013 schloss er seine Promotion mit dem Titel "Marketing Accountability at the Customer Level - Longitudinal Drivers of Company´s Profit" ab.
Von Februar 2013 bis Februar 2015 war er in der Position "Vice President of Customer Interaction & Services" bei der Fluggesellschaft Air Berlin tätig.
Seit März 2015 ist Benjamin Quaiser Program Director im Bereich Executive Education an der European School of Management and Technology (ESMT) in Berlin. Im Januar 2020 übernahm er die Geschäftsführung des International Education Centre  (IEC Online GmbH),  einer privaten Studienplatzvermittlung.

## Filmografie

### Kino
- 1996: Das Geheimnis der Kormoraninsel

### Film und Fernsehen
- Inspektor Rolle: Tod eines Models (Sat. 1)
- Der letzte Zeuge (ZDF)
- Mama ist unmöglich (MDR)

### Serien
- Was nicht passt, wird passend gemacht (ProSieben)
- Die Sitte (RTL)
- SOKO Leipzig (ZDF)
- Alphateam (Sat. 1)
- Die Wache (RTL)
- Klinikum Berlin Mitte (Sat. 1)
- Hinter Gittern – Der Frauenknast (RTL)
- Für alle Fälle Stefanie (Sat. 1)
- Unser Charly (ZDF)
- Alle zusammen – jeder für sich (RTL II)

### Musikvideos
- Bye Bye von Lucilectric

### Theater
- Der Kaiser vom Alexanderplatz (Theater am Kurfürstendamm)
- Mojo (BAT, Berlin)